# ドライアイ
ドライアイ（Dry eye, Keratoconjunctivitis sicca）は、眼疾患の一つ。「ドライアイは，さまざまな要因により涙液層の安定性が低下する疾患であり、眼不快感や視機能異常を生じ、眼表面の障害を伴うことがある」と定義されている。涙の量が少なくなったり、成分が変化することにより、眼球の表面が乾燥し、傷や障害が生じる病気。

## 症状
以下の症状が発生する。
- 目がゴロゴロする
- 光がまぶしい
- 目の痛み
- 視界がかすむ
- 10秒間以上目をあけていられない
- 目の乾き
- 目が重たくなる
- 視力の低下
- 結膜炎など、目の感染症にかかりやすくなる
- 糸状の目やに
- ストレスがかかったときに泣けない。
- 脳への疲労感を感じ易くなる

## 病態と発生
角膜上の涙液は、油層、水層、粘液（ムチン）層で構成され、いずれかの要素が欠乏しても安定性が崩れドライアイとなる。
主にテレビ、コンピュータの画面を見る行為等による目の酷使、冷暖房による空気の乾燥化、コンタクトレンズの装着により発生が増加するといわれる。
コンピュータ作業（VDT作業）によるドライアイは、画面を凝視し瞬きの回数が減少することによると考えられている。また、コンタクト装着によるドライアイのうち、ソフトコンタクトレンズでは表面から涙液の蒸発量が増すため症状を引き起こす。
現代人は目を酷使することが多く、一般的なオフィスでは約30%がドライアイと言われる。コンタクトレンズを装着していると、その率は約40%とさらに上がる。

### 主な病因
薬や他の病気によって症状がでることもある。代表的な病因は以下のとおり。
- 油層の異常：マイボーム腺の機能不全
- 水層の異常：シェーグレン症候群
- 粘液（ムチン）層の異常：スティーブンス・ジョンソン症候群、眼類天疱瘡

- レーシック術後3カ月くらいは、起きるとされる。

## 診断
患者背景や、以下のことを参考に診断する。
- 涙液の産生量低下
- 涙液の蒸発量の上昇
- 角結膜の異常（角膜上のキズなど）

また最近ではドライアイの自動診断装置（TSAS）を使い、10秒ほどで診断が出来るようになった。
今までは5分以上かかる上に、ろ紙を目に挟むなど患者の痛みを伴ったり、目に触れない場合でも医師の主観が入るなどの課題があった。それを改良するため、角膜上に広がる涙の層が薄くなって拡散する様子を測定することで、ドライアイかどうかを判定できる手法も開発されている。

### 診断基準
|                  | 試験法等                              | 判定    | 判定                  | 広義ドライアイ | シェーグレン症候群 |
| ---------------- | ------------------------------------- | ------- | --------------------- | -------------- | ------------------ |
| 1.自覚症状       | 眼不快感、視機能異常                  | あり    | あり                  | ○              | －                 |
| 2.涙液           | 涙液層破壊時間(BUT)                   | 5秒以下 | 5秒以下               | ○              | 参考               |
| 2.涙液           | シルマー試験第I法                     | 5mm以下 | 5mm以下               | 参考           | ○                  |
| 3.角結膜上皮障害 | フルオレセイン染色スコア（9点満点）   | 3点以上 | いずれかを 満たすもの | 参考           | ○                  |
| 3.角結膜上皮障害 | ローズベンガル染色スコア（9点満点）   | 3点以上 | いずれかを 満たすもの | 参考           | ○                  |
| 3.角結膜上皮障害 | リサミングリーン染色スコア（9点満点） | 3点以上 | いずれかを 満たすもの | 参考           | 参考               |

ドライアイの中で涙液分泌量が正常でBUTの短縮の見られるものが多分に含まれ、また角結膜上皮障害の有無に関わらずBUT短縮型でも同様に眼不快感、視機能異常をもたらすため、広義ドライアイの診断基準からこれらの検査は外された。一方で涙液分泌の絶対量が低下するシェーグレン症候群の診断のためには、シルマー試験が重要であり、BUTは参考所見となる。ドライアイの患者は涙液に特定のたんぱく質を含むことが知られる。

## 治療
ドライアイは慢性疾患のため、完治を目指すのではなく以下のような対策を行ってコントロールしていくべき疾患とされている。
- 涙に近い成分の人工涙液（英語版）を点眼する。
- ヒアルロン酸が主成分の目薬を点眼する。
- シクロスポリンが含まれる点眼薬を使用する[2]。
- コンタクトレンズを装着している場合は、コンタクトレンズ用の目薬を使用する。
- 涙点プラグを装着する。
- IPL治療を行う。

また最近では、ジクアホソルナトリウム（ジクアス）や本来胃腸薬であるレバミピド（ムコスタ）がドライアイの治療にも有効であることが確認されており、いずれも目薬として製品化されている。
目への直接的な対応だけでなく、部屋の中の空気を乾燥させないよう加湿器などを使う、コンタクトレンズの装着頻度を減らして目を休ませるといった悪化要因の減少も重要視される。

## 予防
- 長時間のデスクワークを避け、毎時間おきに目を休める。目を静かに瞑り、蒸しタオルをかけるとよい。
- 加湿器や濡れタオルなどで湿度を上げる。特に冬場の暖房使用時には乾燥を避ける。
- 意識して目のまばたきや見開き、指を使って釣り目にするなど、眼輪筋を鍛える体操をする。
- エアコンの風が直接当たる場所での作業を避ける。
- タバコの煙を避ける。
- パソコンのモニタはOAフィルターを使用し、室内照明や日光の映り込みを避け、自分の目の高さより低い位置に設置する。
- コンタクトレンズの使用時間を短くする。パソコン使用時にはなるべくコンタクトレンズを外す。

## ヒト以外のドライアイ
イヌやネコやウサギもドライアイになることが知られている。点眼治療が一般的であるが、獣医師の判断でピロカルピンなどの経口投与も行われている。ウサギはその特性により動物実験に使用される（ドレイズ試験）。